# Escalante (department)
Escalante je jedním z 15 departmentů argentinské provincie Chubut na jihu země.
Na severu sousedí s departmenty Paso de Indios, Mártires a Florentino Ameghino, na západě s departmentem Sarmiento a na jihu s provincií Santa Cruz. Jeho pobřeží je součástí zálivu svatého Jiří, který se nachází v Atlantském oceánu.
Department byl pojmenován po Wenceslau Escalantovi (PAN), který byl součástí Ministerstva zemědělství během prezidentství Julia Roca (PAN).